# Себастьян Дайслер
Себастьян Дайслер (нім. Sebastian Deisler, нар. 5 січня 1980, Леррах) — колишній німецький футболіст, що грав на позиції півзахисника. Виступав за «Боруссію» (Менхенгладбах), «Герту» та «Баварію», а також національну збірну Німеччини. Триразовий чемпіон Німеччини, триразовий володар Кубка Німеччини, дворазовий володар Кубка німецької ліги.
На початку тисячоліття вважався одним з найбільш талановитих і перспективних представників німецького футболу, проте не зміг повністю розкрити свій потенціал через кілька розривів хрестоподібних зв'язок, інших травм і проблем з психічним здоров'ям. Закінчив свою професійну кар'єру в січні 2007 року у віці 27 років.

## Клубна кар'єра
Народився 5 січня 1980 року в місті Леррах. Вихованець футбольної школи клубу «Боруссія» (Менхенгладбах). Дорослу футбольну кар'єру розпочав 1998 року в основній команді того ж клубу, в якій провів один сезон, взявши участь у 17 матчах чемпіонату.
Своєю грою за цю команду привернув увагу представників тренерського штабу клубу «Герта», до складу якого приєднався 1999 року. Відіграв за берлінський клуб наступні три сезони своєї ігрової кар'єри і допоміг їй у 2001 році виграти Кубок німецької ліги.

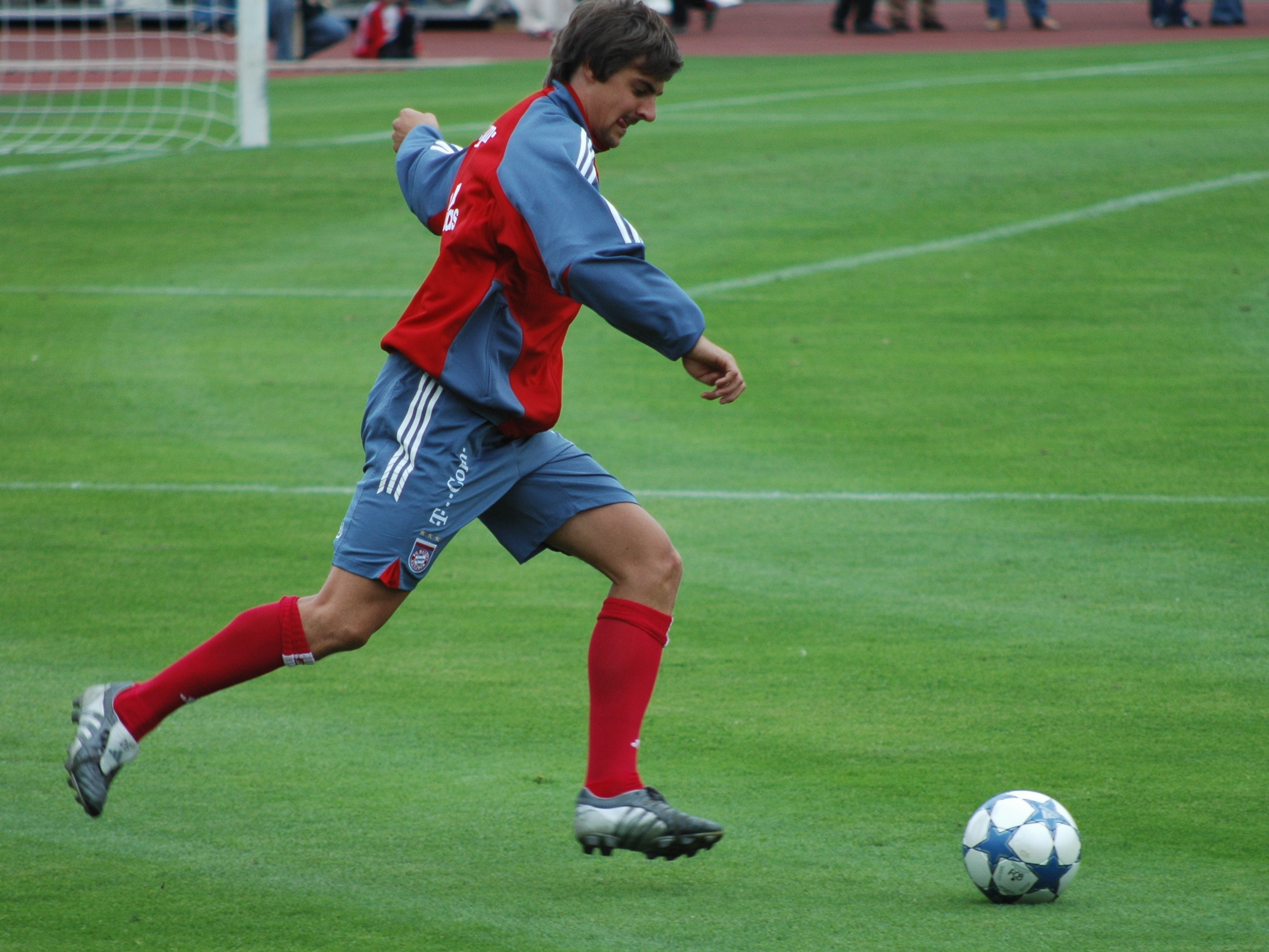
Себастьян Дайслер під час виступів за «Баварію». 16 травня 2005 року.

Влітку 2002 року перейшов до «Баварії», але через травму дебютував у новому клубі лише у наступному році. Це стало для нього серйозним психологічним ударом. Надалі Дайслера безперервно переслідували травми коліна. В цілому воно було проперировано п'ять разів, і не всі операції пройшли успішно. В результаті за чотири з половиною сезони, проведених в Баварії, йому вдалося зіграти всього в 62 матчах Бундесліги. За цей час він тричі виборював титул чемпіона Німеччини, тричі ставав володарем Кубка Німеччини, а також одного разу виграв Кубок німецької ліги. В останній раз у своїй кар'єрі вийшов на поле 9 грудня 2006 року в матчі Бундесліги проти «Енергі» (Котбус) (2:1).
Постійні травми посилилися порушеннями психічного здоров'я футболіста, викликаними постійним пропуском важливих матчів і складністю повернення на поле після кожної чергової травми. Дайслер лікувався в клініці для душевнохворих. Йому був поставлений діагноз «емоційне вигорання».
У січні 2007 року проблеми зі здоров'ям змусили футболіста оголосити про завершення своєї кар'єри. Він повернувся в Берлін, що пішло йому на користь і допомогло пережити розставання з футболом.

## Виступи за збірну
Виступав у юнацьких та молодіжних збірних Німеччини. У 1997 році він взяв участь у юнацькому чемпіонаті світу до 17 років в Єгипті. У цьому турнірі він зіграв п'ять матчів, забив один гол (у виграному 3:0 матчі з Таїландом) і в підсумку Німеччина посіла четверте місце на турнірі. Наступного року став фіналістом Юнацького чемпіонату Європи (U-18) 1998 року.
23 лютого 2000 року дебютував в офіційних матчах у складі національної збірної Німеччини в товариській грі проти збірної Нідерландів (1:2). 
Того ж року у складі збірної був учасником чемпіонату Європи 2000 року у Бельгії та Нідерландах, де став основним гравцем і зіграв у всіх трьох групових зустрічах, проте німці несподівано не виграли жодного матчу і зайняли останнє місце в групі. 
2 вересня 2000 року в матчі відбору на ЧС-2002 проти збірної Греції забив перший гол у збірній. У кожному з наступних двох років Дайслер забивав по одному голу — 24 березня 2001 року в матчі проти збірної Албанії, 9 травня 2002 року в зустрічі з Кувейтом. Незабаром гравець зазнав серйозної травми коліна, через що не потрапив на чемпіонат світу в Кореї і Японії (2002). 
У 2003-2004 роках через травми він зіграв лише три матчі за збірну, але у червні 2005 року був включений у заявку на домашній розіграш Кубка конфедерацій, на якому зіграв усі п'ять матчів, у той час як Німеччина посіла третє місце на турнірі. 
1 березня 2006 року у програному 1:4 збірній Італії матчі востаннє з'явився в формі національної збірної. Всього протягом кар'єри у національній команді, яка тривала сім років, провів у формі головної команди країни 36 матчів, забивши 3 голи.

## Статистика
| Чемпіонат | Чемпіонат    | Чемпіонат  | Ліга | Ліга | Кубок           | Кубок           | Континент. змаг. | Континент. змаг. | Всього | Всього |
| Сезон     | Клуб         | Ліга       | Ігри | Голи | Ігри            | Голи            | Ігри             | Голи             | Ігри   | Голи   |
| Німеччина | Німеччина    | Німеччина  | Ліга | Ліга | Кубок Німеччини | Кубок Німеччини | Європа           | Європа           | Всього | Всього |
| --------- | ------------ | ---------- | ---- | ---- | --------------- | --------------- | ---------------- | ---------------- | ------ | ------ |
| 1998/99   | «Боруссія» М | Бундесліга | 17   | 1    | 2               | 0               | 0                | 0                | 19     | 1      |
| 1999/00   | «Герта»      | Бундесліга | 20   | 2    | 1               | 0               | 8                | 0                | 29     | 2      |
| 2000/01   | «Герта»      | Бундесліга | 25   | 4    | 0               | 0               | 4                | 0                | 29     | 4      |
| 2001/02   | «Герта»      | Бундесліга | 11   | 3    | 1               | 0               | 1                | 0                | 13     | 3      |
| 2002/03   | «Баварія»    | Бундесліга | 8    | 0    | 2               | 0               | 0                | 0                | 10     | 0      |
| 2003/04   | «Баварія»    | Бундесліга | 11   | 4    | 2               | 0               | 1                | 0                | 14     | 4      |
| 2004/05   | «Баварія»    | Бундесліга | 23   | 4    | 4               | 0               | 5                | 0                | 32     | 4      |
| 2005/06   | «Баварія»    | Бундесліга | 16   | 0    | 3               | 0               | 6                | 3                | 25     | 3      |
| 2006/07   | «Баварія»    | Бундесліга | 4    | 0    | 0               | 0               | 1                | 0                | 5      | 0      |
| Всього    | Всього       | Всього     | 135  | 18   | 15              | 0               | 26               | 3                | 176    | 21     |

| Збірна Німеччини | Збірна Німеччини | Збірна Німеччини |
| Роки             | Ігри             | Голи             |
| ---------------- | ---------------- | ---------------- |
| 2000             | 9                | 1                |
| 2001             | 7                | 1                |
| 2002             | 3                | 1                |
| 2003             | 1                | 0                |
| 2004             | 2                | 0                |
| 2005             | 13               | 0                |
| 2006             | 1                | 0                |
| Всього           | 36               | 3                |

## Титули і досягнення
- Чемпіон Німеччини (3):

«Баварія»: 2002-03, 2004-05, 2005-06
- Володар Кубка Німеччини (3):

«Баварія»: 2002-03, 2004-05, 2005-06
- Володар Кубка німецької ліги (2):

«Герта»: 2001
«Баварія»: 2004